# Erriapus (satèl·lit)
Erriapus o Saturn XXVIII és un satèl·lit irregular prògrad de Saturn. Fou descobert per l'equip de Brett Gladman, John J. Kavelaars i d'altres l'any 2000 i rebé la designació provisional de S/2000 S 10.

## Característiques
Erriapus té un diàmetre d'uns 10 quilòmetres i orbita Saturn a una distància mitjana de 17,342 milions de km en 871,2 dies, amb una inclinació de 38° a l'eclíptica (24° a l'equador de Saturn), amb una excentricitat de 0,534.
Erriapus forma part del grup de satèl·lits de Saturn conegut com a grup gal, un grup de satèl·lits prògrads de Saturn amb característiques similars. Es pensa que Erriapus podria haver-se originat pel trencament d'un satèl·lit més gros o ser un fragment d'Albiorix.

## Denominació
El seu nom prové del déu Erriapus de la mitologia celta, probablement l'equivalent del déu Mercuri gal, també anomenat Lugos. En un primer moment la IAUC li donà el nom d'Erriapo (cas datiu) que posteriorment modificà a l'actual Erriapus, cas nominatiu al desembre de 2007. Prèviament havia rebut la designació provisional S/2000 S 10.